# أليوت ديفيس
أليوت ديفيس (بالإنجليزية: Elliot Davis)‏ هو مصور سينمائي أمريكي، ولد في 23 مايو 1948 في الولايات المتحدة.

## وصلات خارجية
- أليوت ديفيس على موقع IMDb (الإنجليزية)
- أليوت ديفيس على موقع ألو سيني (الفرنسية)
- أليوت ديفيس على موقع أول موفي (الإنجليزية)
- أليوت ديفيس على موقع بوكس أوفيس موجو (الإنجليزية)
- أليوت ديفيس على موقع قاعدة بيانات الأفلام السويدية (السويدية)
- أليوت ديفيس على موقع قاعدة بيانات الفيلم (الإنجليزية)
- أليوت ديفيس على موقع كينوبويسك (الروسية)